# Usamljeno stablo
Osamljeno drevo je album Revijskega orkestra in zbora Umetniškega ansambla doma JLA v Beogradu skupaj z vokalnimi solisti, ki je izšel kot vinilna plošča leta 1966 pri založbi PGP RTV Beograd.

## Naslov in vsebina
Album nosi naslov po istoimenski uvodni pesmi (A1), ki jo je priredil Stipica Kalogjera po glasbi Ladislava Leška.
Besedilo Branka Karakaša je v srbohrvaščini zapel Vice Vukov.

## Seznam posnetkov
| Stran A | Stran A            | Stran A    | Stran A      | Stran A      | Stran A |
| Št.     | Naslov             | Besedilo   | Glasba       | Priredba     | Dolžina |
| ------- | ------------------ | ---------- | ------------ | ------------ | ------- |
| 1.      | „Usamljeno stablo‟ | B. Karakaš | L. Leško     | S. Kalogjera |         |
| 2.      | „Moj drugi dom‟    | B. Karakaš | A. Džambazov | B. Adamič    |         |

| Stran B | Stran B               | Stran B      | Stran B      | Stran B      | Stran B |
| Št.     | Naslov                | Besedilo     | Glasba       | Priredba     | Dolžina |
| ------- | --------------------- | ------------ | ------------ | ------------ | ------- |
| 3.      | „Pred izlazak u grad‟ | M. Stanković | A. Nećak     | N. Kalogjera |         |
| 4.      | „Nek nas nosi val‟    | B. Karakaš   | M. Živanović | M. Živanović |         |

## Sodelujoči

### Revijski orkester in zbor Umetniškega ansambla doma JLA v Beogradu / Revijski orkestar i hor Umetničkog ansambla Doma JNA Beograd
- Bojan Adamič – dirigent pri posnetkih od A1 do B3
- Budimir Gajić – dirigent pri posnetku B4

### Vokalni kvartet »4 M«
poje na posnetku: B3

### Vokalni solisti
- Vice Vukov – poje na posnetkih A1 in A2
- Živan Milić – poje na posnetku B4

### Produkcija
- S. Jekovljević – oblikovanje